# Mi è sembrato di vedere un gatto
Mi è sembrato di vedere un gatto (I Taw a Putty Tat) è un film del 1948 diretto da Friz Freleng. È un cortometraggio d'animazione della serie Merrie Melodies, distribuito negli Stati Uniti il 2 aprile 1948. Si tratta di un parziale remake del cortometraggio in bianco e nero Il vendicatore (1943) di Frank Tashlin, i cui protagonisti (un canarino e un gatto generici) sono sostituiti da Titti e Silvestro. Nel 1975 il corto fu incluso integralmente nel film Bugs Bunny Superstar.

## Trama
Silvestro attende l'arrivo in casa di un nuovo canarino dopo averne mangiati cinque in un mese, ricordati da dei timbri che appone sul muro. All'arrivo dell'uccello, Silvestro tenta più volte di mangiarselo ma non ci riesce anche dopo esserselo messo in bocca. Titti invece sottomette fisicamente il minaccioso gatto affumicandolo, colpendolo sulla zampa con un martello, facendogli masticare dell'allume e usando la sua ugola come sacco da boxe. Infine Titti fa entrare in casa Ettore e lo mette nella sua gabbia dopo averci rinchiuso Silvestro; il combattimento tra i due animali fa sobbalzare la gabbia fino all'esterno della casa. La padrona deve quindi chiamare nuovamente il negozio di animali per ordinare un nuovo gatto, mentre Titti (che si rilassa sul vecchio letto di Silvestro) rivela di aver iniziato anch'egli a ricordare i gatti sue vittime con dei timbri.

## Distribuzione

### Censura
Il cortometraggio presenta una scena in cui Silvestro, dopo che un candelotto di dinamite gli esplode in faccia, si ritrova in blackface e fa un'imitazione di Eddie "Rochester" Anderson prima di cadere a terra; la scena è stata tagliata per la trasmissione su quasi tutte le reti televisive del mondo (in particolare su quelle di proprietà di Warner Bros. Discovery) in modo che la gag si concluda con l'esplosione. Nel film Bugs Bunny Superstar invece il corto è stato sempre proposto integralmente.

### Edizione italiana
Il cortometraggio fu distribuito nei cinema italiani il 31 maggio 1962, in inglese sottotitolato, nel programma Silvestro pirata lesto. Fu doppiato a Milano nel 1989 per l'uscita in VHS; in questa edizione Titti chiama Silvestro per nome sebbene nell'edizione originale non succeda, infatti il gatto ottenne il suo nome definitivo solo nel corto La fifa fa novanta uscito pochi mesi dopo. Nel 1996, per la trasmissione televisiva, il corto venne ridoppiato dalla Angriservices Edizioni sotto la direzione di Renzo Stacchi; questa edizione è priva della scena di blackface. Non essendo stata registrata una colonna internazionale, in entrambi i doppiaggi fu sostituita la musica presente durante i dialoghi.

### Edizioni home video

#### VHS
America del Nord
- Little Tweety and Little Inki Cartoon Festival featuring "I Taw a Putty Tat" (1986)
- Tweety & Sylvester (7 marzo 1989)

Italia
- Le avventure di Titti e Gatto Silvestro (settembre 1989)

#### Laserdisc
- The Golden Age of Looney Tunes Vol. 4 (14 luglio 1993)

#### DVD
Il corto (non restaurato e nella versione censurata) fu pubblicato in DVD-Video in America del Nord come contenuto speciale nella prima edizione di Amore sotto coperta, uscita il 10 aprile 2007.